# Франце Попит
Франце Попит — Јокл (Врхника, 3. август 1921 — 25. јануар 2013) био је учесник Народноослободилачке борбе и друштвено-политички радник СФР Југославије и СР Словеније и јунак социјалистичког рада. Од 7. маја 1984. до 6. маја 1988. године био је председник Председништва СР Словеније.

## Биографија
Франце Попит рођен је 3. августа 1921. године у Врхники. Члан Савеза комунистичке омладине Југославије постао је 1936, а као гимназијалац постао је члан Комунистичке партије Југославије у лето 1940. године.
У Народноослободилачкој борби учествовао је од 1941. године. За време рата био је секретар окружног комитета КП, инструктор Централног комитета Комунистичке партије Словеније и комесар оперативне зоне.
После рата обављао је многе функције:
- генерални секретар председништва Владе НР Словеније
- министар шумарства НР Словеније
- члан Извршног већа НР Словеније
- секретар Савезног извршног већа за рад
- секретар ЦК СК Словеније у Крању и Љубљани
- председник Републичког већа Савеза синдиката Словеније од 1963. до 1966. године
- члан Централног већа Савеза синдиката Југославије
- секретар Извршног комитета ЦК СК Словеније
- председник Председништва Централног комитета СК Словеније од марта 1969. до априла 1982. године
- председник Председништва СР Словеније од 7. маја 1984. до 6. маја 1988. године

На свим послератним конгресима СК Словеније биран је у ЦК СК Словеније, а на Осмом конгресу СКЈ 1964. године, биран је за члана Централног комитета Савеза комуниста Југославије. На Деветом конгресу 1969. године изабран је за члана Председништва СКЈ.
Био је републички посланик до 1967. године, више пута савезни посланик и члан Извршног одбора Главног одбора Социјалистичког савеза радног народа Словеније.
Од 1990-их је живео у Приморској, повучено од јавности. Умро је 25. јануара 2013. године.
Носилац је Партизанске споменице 1941., Ордена Републике са златним венцем, Ордена братства и јединства са златним венцем и других одликовања.